# Distichophyllum vitianum
Distichophyllum vitianum là một loài Rêu trong họ Hookeriaceae. Loài này được (Sull.) Mitt. mô tả khoa học đầu tiên năm 1868.